# Clubiona chathamensis
Espèce
Clubiona chathamensis est une espèce d'araignées aranéomorphes de la famille des Clubionidae.

## Distribution
Cette espèce est endémique des îles Chatham en Nouvelle-Zélande.

## Description
Le mâle holotype mesure 5 mm.

## Étymologie
Son nom d'espèce, composé de chatham et du suffixe latin -ensis, « qui vit dans, qui habite », lui a été donné en référence au lieu de sa découverte, les îles Chatham.

## Publication originale
- Simon, 1905 : Arachnides des îles Chatham. (Ergebnisse einer Reise nach dem Pacific. Schauinsland 1896-1897). Zoologische Jahrbücher. Abteilung für Systematik, Geographie und Biologie der Tiere, vol. 21, p. 415-424 (texte intégral).